# Molophilus isolatus
Molophilus isolatus är en tvåvingeart som beskrevs av Alexander 1952. Molophilus isolatus ingår i släktet Molophilus och familjen småharkrankar. Inga underarter finns listade i Catalogue of Life.